# Neuviller-la-Roche

Neuviller-la-Roche este o comună în departamentul Bas-Rhin, Franța. În 1 ianuarie 2022 avea o populație de 331 de locuitori.